# Argia oculata
Argia oculata es un caballito del diablo de la familia de los caballitos de alas angostas (Coenagrionidae). Esta es una especie con gran variabilidad en su coloración, por lo que algunos creen que se trata de más de una especie.

## Nombre común
- Español: caballito del diablo.

## Clasificación y descripción de la especie
Argia es el género con mayor número de especies en América, pertenece a la familia de los caballitos de alas angostas. A. oculata fue descrita de especímenes de Venezuela y subsecuentemente redescrita con especímenes de México hasta Colombia y Venezuela. Dependiendo de su procedencia, el  tórax puede ser azul intenso o azul violáceo, presenta una línea humeral bifurcada y una línea mediodorsal entera. El abdomen es negro en los segmentos 2-7 con anillos azules basales extendidos apicalmente en la zona dorsal. Los segmentos 7-10 presentan líneas negras ventrolaterales.

## Distribución de la especie
Se halla en México, Centroamérica y Sur América hasta Brasil.

## Ambiente terrestre
Arroyos y ríos con cobertura vegetal en barrancas y zonas montañosas.

## Estado de conservación
No se considera dentro de ninguna categoría de riesgo.